# Vĩnh Xương, Kim Xương
Vĩnh Xương (tiếng Trung: 永昌县; bính âm: Yǒngchāng xiàn) là một huyện của địa cấp thị Kim Xương, tỉnh Cam Túc, Trung Quốc. Con đường tơ lụa thời cổ đi qua huyện Vĩnh Xương. Huyện có tuyến Quốc lộ 312 đi qua.

### Hành chính
Huyện Vĩnh Xương được chia ra thành 10 đơn vị hành chính cấp hương gồm 9 trấn và 1 hương.
- Trấn: 
  - Thành Quan (城关镇)
  - Hà Tây Bảo (河西堡镇)
  - Tân Thành Tử (新城子镇)
  - Chu Vương Bảo (朱王堡镇)
  - Đông Trại (东寨镇)
  - Thủy Nguyên (水源镇)
  - Hồng Sơn Diêu (红山窑镇)
  - Tiêu Gia Điếm (焦家庄镇)
  - Lục Bá (六坝镇)
- Hương:
  - Nam Bá (南坝乡)